# Sääskisaari (ö i Södra Savolax, S:t Michel, lat 61,34, long 27,14)
Sääskisaari är en ö i Finland. Den ligger i sjön Ylä-Kuhanen och i kommunen Sankt Michel i den ekonomiska regionen  S:t Michel och landskapet Södra Savolax, i den södra delen av landet, 170 km nordost om huvudstaden Helsingfors. Öns area är 3,7 hektar och dess största längd är 350 meter i nord-sydlig riktning.